# Solieria dubia
Solieria dubia là một loài ruồi trong họ Tachinidae.